# Heinrich von Breslau (Mediziner)
Heinrich Breslau, ab 1834 Ritter von Breslau, (* 26. Dezember 1784 in Ansbach; † 16. Februar 1851 in München) war ein deutscher Mediziner, Pharmakologe und Hochschullehrer.

## Leben
Breslau stammte aus einfachen Verhältnissen und wuchs im noch preußischen Ansbach auf. Er widmete sich ab 1803 dem Studium der Medizin an der Universität Halle. Als diese 1806 vorübergehend geschlossen wurde, wechselte er an die Universität Tübingen. Dort schloss er eine lebenslang bestehende Freundschaft mit Ludwig Uhland und Justinus Kerner. Von Tübingen ging er an die Universität Würzburg, an der er 1808 mit Auszeichnung zum Dr. med. promoviert wurde. Zunächst suchte er 1809 in München eine Anstellung, hatte dort aber keinen Erfolg. Nach Stationen in Augsburg und Paris bekam er die Leitung des französischen Spitals in Middelburg übertragen. 1812 nahm er in französischen Diensten als Militärarzt am Russlandfeldzug teil. Aus diesem kehrte er 1815 zurück. Anschließend zog er mit in die Schlacht bei Waterloo. Dort wurde er gefangen genommen. Da er als gebürtiger Ansbacher aus nunmehr bayerischen Gebieten stammte, wurde er in bayerische Dienste gestellt und als Militärarzt in Saargemünd tätig. Nach Ende seiner Militärzeit ließ er sich als praktischer Arzt in München nieder.
Breslau nahm 1826 einen Ruf auf den Lehrstuhl für Arzneimittellehre an die Universität München an. 1834 wurde er neben seinem Professorenamt Leibarzt von König Ludwig I. und zudem Geheimer Rat. Im gleichen Jahr erhielt er durch Ludwig I. das Ritterkreuz des Verdienstordens der Bayerischen Krone. Damit verbunden war die Erhebung in den persönlichen Adelsstand und er durfte sich nach der Eintragung in die Adelsmatrikel „Ritter von Breslau“ nennen. Außerdem wurde er kurz darauf Mitglied im Obermedizinalkollegium. Neben König Ludwig I. betreute Dr. von Breslau auch weitere Mitglieder des Hauses Wittelsbach: So ist seine Anwesenheit bei mehreren Geburten von Herzogin Ludovika in Bayern bezeugt, ebenso war er beim Tode von Königin Karoline von Bayern anwesend.
Heinrich Breslau starb 1851 im Alter von 66 Jahren in München.

## Grabstätte

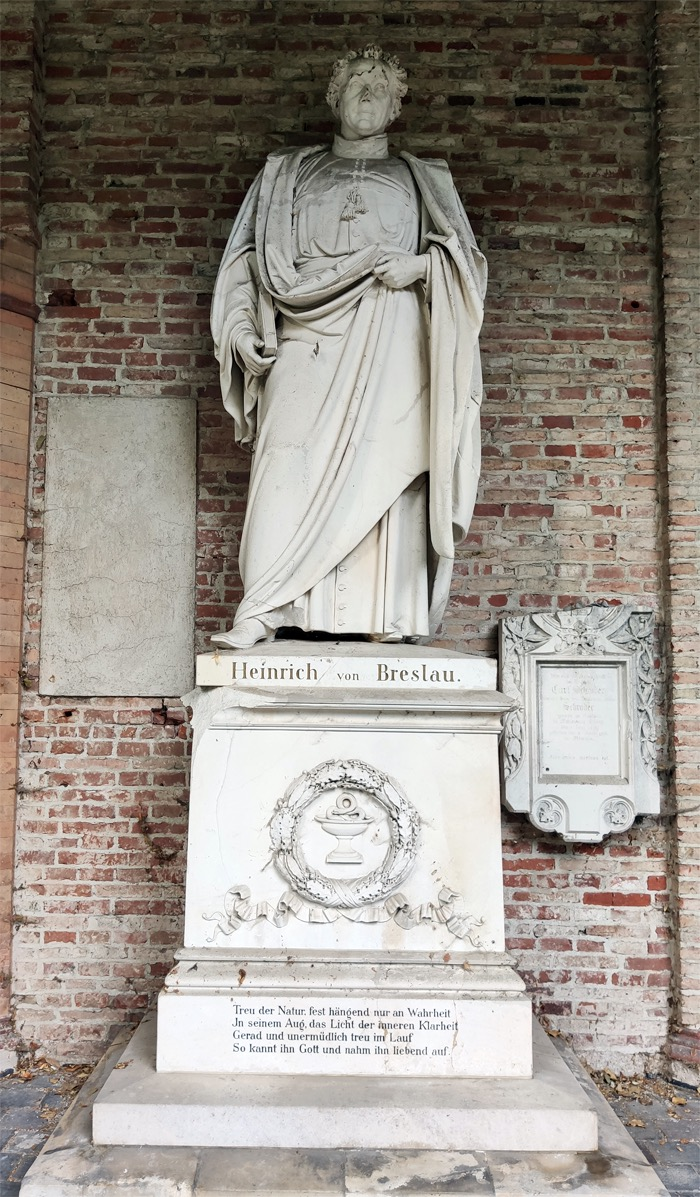
Grab von Heinrich Breslau auf dem Alten Südlichen Friedhof in München

Die Grabstätte von Heinrich Breslau befindet sich auf dem Alten Südlichen Friedhof in München (Neu Arkaden Platz 7 bei Gräberfeld 28) Standort. Die Porträt-Statue wurde von Johann von Halbig 1851 modelliert und ausgeführt, wie der Sockelinschrift zu entnehmen ist.

## Familienmitglieder
Der Gynäkologe Bernhard Breslau war sein Sohn, die Malerin Louise-Cathérine Breslau seine Enkelin.

## Ehrungen
- 1834: Geheimer Rat
- 1834: Ritterkreuz des Verdienstordens der Bayerischen Krone
- 1848: Komtur des Verdienstordens vom Heiligen Michael[5]
- Kommandeur des Turm- und Schwertordens[6]
- Komtur II. Klasse des Herzoglich Sachsen-Ernestinischen Hausordens[7]
- Kreuz in Gold des Erlöser-Ordens[8]
- Roter Adlerorden III. Klasse[9]
- Ritter der Ehrenlegion[10]
- Ritter des Österreichisch-kaiserlicher Leopold-Ordens[11]
- Ritter des Sächsischen Zivilverdienstordens[12]